# Vahlhausen (Detmold)
Vahlhausen is een plaats in de Duitse gemeente Detmold, deelstaat Noordrijn-Westfalen, en telt 615 inwoners (2006).